# Iso Elehväjärvi
Iso Elehväjärvi eller Elehväjärvi är en sjö i Finland. Den ligger i kommunen Taivalkoski i landskapet Norra Österbotten, i den nordöstra delen av landet, 600 km norr om huvudstaden Helsingfors. Iso Elehväjärvi ligger 245,5 meter över havet. Arean är 57,5 hektar och strandlinjen är 4,7 kilometer lång. Sjön  ingår i Ijo älvs huvudavrinningsområde. 